# Ektachrome

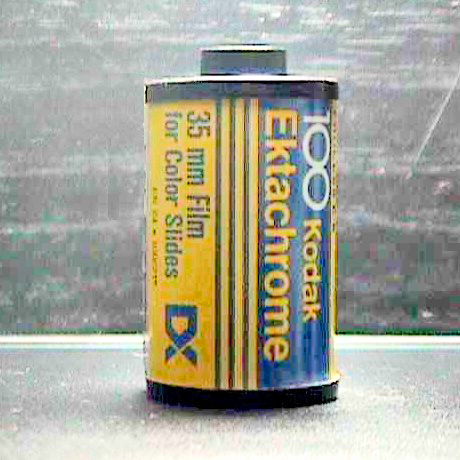
Ektachrome 100 - Pellicola per diapositive a colori.

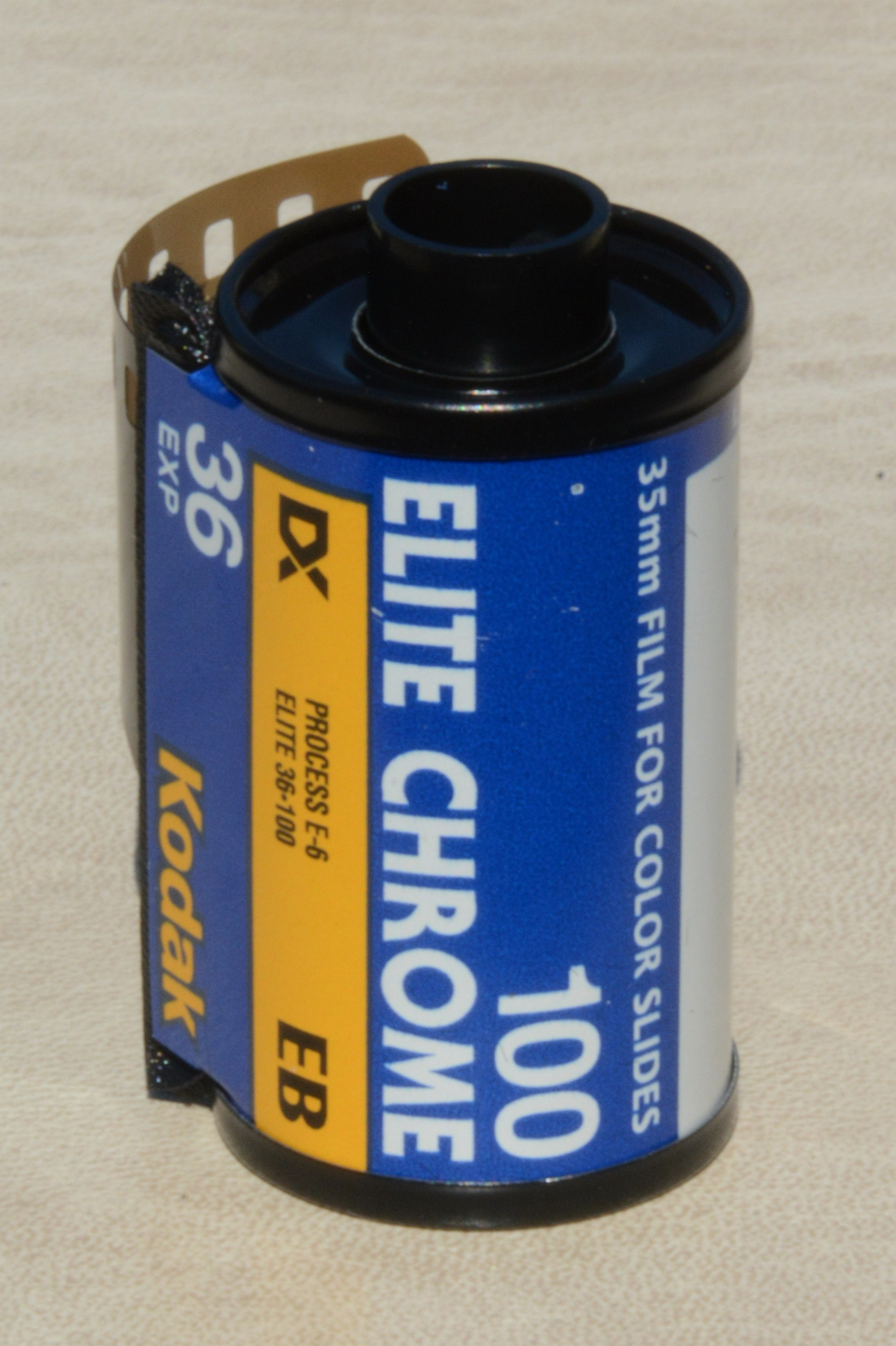
Elite Chrome 100 di Kodak

Ektachrome è una pellicola fotografica a colori invertibile prodotta dalla società americana Kodak a partire dagli inizi degli anni 40 in molti formati per cinema (35 mm, 16 mm, Super 8) e fotografia (soprattutto in 135, 120 e pellicola piana). La produzione è stata interrotta nel 2012. Kodak ha però reintrodotto questa pellicola nel mercato nel mese di ottobre 2018 nel formato 35 mm e in seguito nei formati Super 8, 16 mm, medio e grande formato. Diversi anni prima della fine di Ektachrome, Kodak ha ribattezzato Elite Chrome alcune pellicole di tipo E-6 per la fotografia.

## Inizi
L'Ektachrome, originariamente sviluppato nei primi anni 40, permetteva a professionisti e dilettanti di trattare le proprie pellicole. Ha anche reso più facile l'introduzione di pellicole a colori invertibili di grande formato.
Sebbene Kodachrome sia stata a lungo considerata una pellicola di alta qualità, il miglioramento della produzione cinematografica ha in qualche modo offuscato le differenze tra i due processi. Inoltre, lo sviluppo di Kodachrome richiedeva l'uso di un laboratorio di marca, che allungava i tempi di elaborazione (dell'ordine di sette giorni). Dagli anni 50, è stato possibile per piccoli laboratori professionali attrezzarsi per lo sviluppo di Ektachrome. Nel corso del tempo, il processo si è evoluto da E-1 a E-5 e poi a E-6. 
Mentre Kodachrome offriva solo una scelta limitata di sensibilità (ISO 25 e 64 e successivamente ISO 200, più ISO 40 in luce artificiale), le pellicole Ektachrome erano disponibili in molte sensibilità. Versioni "luce naturale" (luce giorno, daylight) in 50, 64, 100, 200, 400, e P800 / 1600 ISO e luce artificiale (tungsteno) 64, 160, e 320 ISO, che potevano essere "spinte" come emulsioni per usi estremi.

## Interruzione della produzione
Alla fine del 2009, Kodak ha annunciato la fine della produzione di Ektachrome 64T (EPY - film per luce artificiale) e 100 Plus (EPP - film professionale), le cui vendite sono diminuite drasticamente. Il 4 febbraio 2011, la società ha annunciato la cessazione della produzione dell'Ektachrome 200 e alla fine del 2011, è la cessazione della pellicola Professional Elite Chrome 100. Il 1º marzo 2012, è la fine di altre tre pellicole, Ektachrome E100G e E100VS ed Elite Chrome Extra Colore 100. Nel dicembre 2012, Kodak annuncia la cessazione della produzione dell'Ektachrome 100D (foto e cinema), l'ultimo film reversibile a colori prodotto dal marchio.

## Ripresa della produzione
Nel 2017 Kodak annuncia l’intenzione di rilanciare la produzione di una pellicola invertibile della famiglia Ektachrome entro l’anno, poi posticipata nel 2018. La pellicola sarebbe una derivata di una delle ultime reiterazioni, la E100G.
Nell'estate 2018, un ulteriore passo avanti: Kodak avvia un rodaggio estensivo della pellicola collaborando con alcuni fotografi scelti. Il 25 settembre 2018 la pellicola viene finalmente messa in vendita con il nome di Ektachrome E100, disponibile inizialmente nel formato fotografico 35mm e per cineprese Super8. Nel gennaio 2019 Kodak annuncia il ritorno anche per il medio e grande formato, con i test previsti per l’estate del 2019.